# Chiasmocleis ventrimaculata
Chiasmocleis ventrimaculata är en groddjursart som först beskrevs av Andersson 1945.  Chiasmocleis ventrimaculata ingår i släktet Chiasmocleis och familjen Microhylidae. IUCN kategoriserar arten globalt som livskraftig. Inga underarter finns listade i Catalogue of Life.